# SC Sagamihara
SC Sagamihara (em japonês: SC相模原) é um clube de futebol do Japão sediado em Sagamihara. Atualmente disputa a J3 League (terceira divisão nacional).

## História
Fundado em 2008, disputava as Ligas Regionais de Futebol do Japão, sendo promovido à Japan Football League (na época, o terceiro escalão do futebol japonês), ficando em 3º lugar. Na recém-criada J3, o SC Sagamihara classificou-se em sexto lugar em 2014 e na temporada seguinte ficou em quarto.
Presidido pelo ex-jogador Shigeyoshi Mochizuki, o clube manda suas partidas no Sagamihara Asamizo Park Stadium, com capacidade para 15 mil lugares.